# Santuario di Santa Maria della Catena (Cassano all'Ionio)
Il santuario abbazia di Maria Santissima della Catena è un antico edificio religioso mariano, situato nei pressi della città di Cassano all'Ionio, in una valle attraversata dal fiume Eiano alle pendici di un colle. L'edificio, che ha subìto le alterne vicende storiche che interessarono il territorio, è ancora oggi mèta di pellegrinaggi e rappresenta un tangibile segno di storia, arte e fede della Calabria Citeriore.

## Storia
Incerte e controverse sono ancora oggi le origini di questo importante luogo di culto, sorto, così come si presenta oggi, nella prima metà del XVII secolo sulle rovine di un antico luogo di culto basiliano, in cui monaci scampati dalle persecuzioni in Oriente, si rifugiarono. Testimonianza di quest'origine bizantina è la presenza della veneratissima immagine Odighitria della Madonna della Catena, cioè "Madonna che Guida" (dal verbo greco katinai, guidare). La Vergine era quindi venerata come la vera guida verso Cristo. Il santuario fu proclamato abbazia da papa Benedetto XIV il 22 agosto 1748 con apposita bolla papale.

## Arte
L'interno della chiesa è a tre navate ornate in stile barocco. Sopra il portale è presente un affresco di scuola napoletana che rappresenta la "Fuga in Egitto". Dietro l'altare maggiore è situato il simulacro della Madonna. La chiesa possiede inoltre antiche suppellettili e conserva vetuste opere d'arte sacra.

## Folclore
La festività della Madonna viene celebrata da numerosa folla di pellegrini la seconda domenica di maggio con solenne processione.